# Rhinocricus maximus
Rhinocricus maximus är en mångfotingart som först beskrevs av Loomis 1933.  Rhinocricus maximus ingår i släktet Rhinocricus och familjen Rhinocricidae.

## Underarter
Arten delas in i följande underarter:
- R. m. bartschi
- R. m. maximus